# Premis Ondas 1964
Els Premis Ondas 1964 van ser l'onzena edició dels Premis Ondas, atorgades el 1964. En aquesta edició es diferencien quatre categories: Premis Nacionals de ràdio, nacionals de televisió, internacionals de ràdio i televisió, i especials.

## Nacionals de ràdio
- Millor locutor: Alberto Oliveras Mestre Cadena SER
- Millor actriu: María Romero Cadena Cadena SER
- Millor autor: José Mallorquí de Cadena SER
- Millor programa cultural: Mirador de Cadena SER
- Millor programa religiós: Semana Santa de Ràdio Barcelona
- Millor programa informatiu: Plan de desarrollo español de RNE
- Millor programa científic: El consejo del doctor de la cadena SER
- Millor programa musical: Primeras veladas de ópera de REM
- Millor programa teatral: Teatre d'un quart de segle de la cadena SER
- Millor director: Victoriano Fernández de Asís de Cadena SER i RNE

## Nacionals televisió
- Millor programa esportiu: Juan José Castillo de TVE
- Millor actor: Narciso Ibáñez Serrador de TVE
- Millor locutora: Carmen Alonso de TVE
- Millor programa infantil: Marionetes de Hertha Frankel de TVE

## Internacionals de ràdio i televisió
- Millor locutora: Petra Krause de NDR-Colònia (Alemanya)
- Millor locutor: Marcos Sok-Young de la Veu de Corea Seul (Corea)
- Millor actriu: Susan Maughan de BBC Londres (Gran Bretanya)
- Millor actor: E. G. Marshall de TV Boston (els EUA)
- Millor autor: Federico Guardon de Ràdio i TV Belga-Brussel·les (Bèlgica)
- Millor director: Ángel Ara de Ràdio i TV-Caracas (Veneçuela)
- Millor Ràdio: Carmelo Santiago de KNIF-San Juan de Puerto Rico (Puerto Rico)
- Millor programa religiós: Banco de Dios de Radio Luz-Lima (el Perú)
- Millor programa informatiu: Telejornal Excelsior de TV-Rio de Janeiro (el Brasil)
- Millor programa teatral: Le Tele Theatre de CBC - TV Mont-real (el Canadà)
- Millor programa musical: The meadow of stars de NBS-TV Tòquio (el Japó)
- Millor programa infantil: Erase una vez de RCP -Lisboa (Portugal)
- Millor programa científic: Wunderwelt im Mikroskop de SSR-TV-Berna (Suïssa)
- Millor programa cultural: L'approdo de RAI-Roma (Itàlia)

## Especials
- A l'Operación Plus Ultra Per l'èxit aconseguit de la cadena SER (Espanya)
- A Louis Merlin, Director general de Radio Europe 1 París (França)